# Gletscherfloh
Der Gletscherfloh (Desoria saltans, zeitweise auch Isotoma saltans) ist ein Sechsfüßer aus der Ordnung der Springschwänze. D. saltans gilt als der Gletscherfloh schlechthin, doch werden mehrere Collembolenarten, die auf Schneeoberflächen durch ihre dunkle Körperfärbung, die hüpfende Fortbewegungsweise und oft auch durch massenhaftes Auftreten auf sich aufmerksam machen, als Gletscherflöhe bezeichnet. Hierzu zählen zum Beispiel Desoria nivalis (früher auch: Isotoma pseudomaritima) oder Vertagopus alpinus.
D. saltans wird 1,5 – 2,5 mm groß und lebt auf Gletschern und Schneeflächen der Alpen, wo er Schneealgen der Gattung Chlamydomonas und Kryokonit (auf Eis angewehte Substanzen) abweidet – hier genauer die organischen Substanzen wie etwa Pollen und Pflanzenreste. Das tiefschwarz gefärbte Tier ist auf dem hellen Untergrund leicht auszumachen und tritt während der Schmelzperiode oberflächlich oft in großer Zahl auf. Die auffällige Fluchtreaktion, bei der Gletscherflöhe ihre Sprunggabel einsetzen, brachte der Art ihren Trivialnamen ein, obwohl sie nicht zu den Flöhen, sondern zu den Collembolen zählt. Mit Hilfe unterschiedlicher Zucker produziert der Gletscherfloh eine Art Frostschutzmittel, das ihm ein Überleben bei −10 bis −15 °C ermöglicht. Temperaturen über +12 °C sind für Gletscherflöhe tödlich, ihre bevorzugte Umgebungstemperatur liegt um 0 °C. Die Tiere, die mehrere Jahre alt werden können, leben auf dem Gletschereis auf Wasseransammlungen, im Spaltensystem des Eises und in der Grenzschicht zwischen Eis und aufliegender Schneedecke. Oft findet man sie auch unter Steinen, die leicht im Eis eingeschmolzen sind.
Der Gattungsname des Gletscherflohs wurde von Nicolet zu Ehren des Entdeckers, des schweizerischen Naturforschers Édouard Désor, gewählt.